# Екстерорецептор
Екстерорецепторът е крайно образувание на сетивните нерви, което възприема дразненията от околната среда и ги преобразува в нервни импулси. Разполага се в кожата, лигавиците (екстерорецептори), в сухожилия, периост, мускули (проприорецептори), във вътрешни органи (интерорецептори).
Екстерорецепторите се разделят на:
- контакторецептори (kontaktoreceptory)
- телерецептори (telereceptory)